# Amphitrite luna
Amphitrite luna är en ringmaskart som beskrevs av Dalyell 1853. Amphitrite luna ingår i släktet Amphitrite och familjen Terebellidae. Inga underarter finns listade i Catalogue of Life.